# Mhlengwa Zikode
Christopher Mhlengwa Zikode (* 1975) ist ein südafrikanischer Serienmörder, der mindestens 18 Menschen in der ländlichen Umgebung von Donnybrook ermordete und daher als Donnybrook Serial Killer bekannt wurde. Er soll außerdem elf weitere Menschen getötet haben. 

## Verbrechen
Er drang in die Häuser seiner Opfer ein, erschoss die anwesenden Männer und entführte die Frauen in naheliegende Plantagen, wo er sie über einen Zeitraum von mehreren Stunden vergewaltigte und anschließend tötete. Wenn sie sich zu heftig wehrten, ermordete er sie zuerst und verging sich post mortem an ihnen.
Er wurde am 29. September 1995 verhaftet und am 7. Januar 1997 zu 140 Jahren Haft verurteilt.